# Eleição papal de 1243

Brasão papal de Sua Santidade o Papa Inocêncio IV

A eleição papal ocorrida entre 15 a 25 de junho de 1243 resultou na eleição do cardeal Sinibaldo Fieschi como Papa Inocêncio IV depois da morte do Papa Celestino IV.

## Morte do Papa Celestino IV
O Papa Celestino IV morreu em 10 de novembro de 1241. Seu pontificado durou apenas 16 dias e não trouxe qualquer alteração na Santa Sé em conflito com o excomungado Imperador Frederico II, com suas forças em volta de Roma e estava mantendo cativo dois cardeais, Giacomo Pecoraria e Ottone de Monteferrato. O primeiro foi solto em agosto de 1242 e o segundo apenas em maio de 1243. Em junho de 1243 o Colégio dos Cardeais finalmente foi capaz de se recolher em Anagni para eleger um novo papa.

## Colégio cardinalício
Na época da morte de Celestino IV havia, provavelmente, 12 cardeais, mas morreu durante a sede vacante o cardeal-bispo do Porto e Santa Rufina Romano Bonaventura e o cardeal-diácono Pietro Capuano. A eleição teve a participação de dez cardeais.

### Cardeais presentes
IIII = nomeado cardeal pelo Papa Inocêncio III
HIII = nomeado cardeal pelo Papa Honório III
GIX = nomeado cardeal pelo Papa Gregório IX
1. Rinaldo Conti (futuro Papa Alexandre IV) (GIX)
2. Giacomo Pecoraria, O. Cist. (GIX)
3. Giovanni Colonna di Carbognano (IIII)
4. Tomás de Cápua, protopresbítero (IIII)
5. Sinibaldo Fieschi Eleito com o nome Inocêncio IV (GIX)
6. Stefano Conti (IIII)
7. Rainiero da Viterbo, O.Cist. protodiácono (IIII)
8. Gil Torres (HIII)
9. Ottone de Tonengo (GIX)
10. Riccardo Annibaldi (GIX)

### Cardeais Falecidos na Sé Vacante
1. Romano Bonaventura (IIII)
2. Pietro Capuano (HIII)

## Conclave
A eleição começou em 15 de junho de 1243. Assim como dois anos antes, se enfrentaram duas frações. Um grupo (ligeiramente mais numeroso) que defende a continuação da política intransigente de Gregório IX. A outra facção, liderada pelo cardeal Colonna, defendeu a adoção de uma atitude mais conciliadora e na busca de um compromisso com Frederico II. Diferentemente de dois anos antes, desta vez a maioria era de apoiantes da política de confronto. Mesmo depois de 10 dias de deliberações, em 25 de junho, foi escolhido por unanimidade o seu candidato Sinibaldo Cardeal Fieschi, que tomou o nome de Inocêncio IV, em honra do Papa Inocêncio III, o grande defensor da supremacia do clero. Três dias depois, na Catedral de Anagni, ocorreu a entronização solene do novo Papa.